# Poetický realismus
Poetický realismus je termín, se kterým je často spojovaná francouzská meziválečná kinematografie. Tento proud je obrácen k problémům všedního světa, které ale ztvárňuje pomocí poetizujícího filmového stylu, pracujícího s nadsázkou, symbolem a metaforou. Jeho hrdinové jsou většinou společenští vyděděnci, snažící se marně uniknout svému osudu. Jsou to zároveň fatalisté. Po životním zklamání dostanou postavy poslední šanci na lásku, ale nakonec jsou znovu zklamané. Životy těchto hrdinů často ústí v deziluzi, nějaký anarchistický čin, zoufalý pokus o sebevraždu nebo únik kamsi do neznáma. Datace filmového hnutí poetického realismu se různí, často se umisťuje například do rozmezí let 1933–1945. Poetický realismus se vyznačoval často nepříznivou náladou a emocionálně intenzivními příběhy, které se často natáčely v dělnických čtvrtích a továrnách. Velký vliv na tuto skupinu filmů měl francouzský impresionismus 20. let (Abel Gance, Marcel L’Herbier, Germaine Dulac, Louis Delluc, Jean Epstein).
Typickým představitelem hrdinů poeticko-realistických filmů byl herec Jean Gabin, mezi režiséry spojené s proudem poetického realismu patří zejména Jacques Feyder, Julien Duvivier a Marcel Carné. Někdy jsou k tomuto proudu řazeni také Jean Renoir a Jean Vigo. Některé filmy se zakládají na literárních předlohách zástupců literárního naturalismu či realismu (Émile Zola, Lev Nikolajevič Tolstoj).

## Příčiny vzniku
Francouzský filmový průmysl postihla ve 30. letech 20. století hospodářská krize, stejně jako řadu dalších světových kinematografií. Nicméně kvůli tomu, že ve Francii nebyl vytvořený stabilní studiový systém, v němž by filmové společnosti navzájem spolupracovaly, byla zde krize vážnější. Hnutí tedy začalo během Velké hospodářské krize díky skupině režisérů, kteří upřednostňovali dělnická témata a sociální realismus před romantičtějším stylem filmové tvorby, který dominoval francouzské kinematografii před rokem 1930.

## Filmy
- Trojka z mravů (1933, režie Jean Vigo)
- Atalanta (1934, režie Jean Vigo)
- Hříšné ženy boomské (1935, režie Jacques Feyder)
- Román podvodníka (1936, režie Sacha Guitry)
- Velká iluze (1937, režie Jean Renoir)
- Pépé le Moko (1937, režie Julien Duvivier)
- Hôtel du Nord (1938, režie Marcel Carné)
- Nábřeží mlh (1938, režie Marcel Carné)
- Člověk bestie (1938, režie Jean Renoir)
- Den začíná (1939, režie Marcel Carné)
- Pravidla hry (1939, režie Jean Renoir)
- Návštěva z temnot (1942, režie Marcel Carné)
- Děti ráje (1945, režie Marcel Carné)